# Автошлях Т 1647
Автошля́х Т 1647 — автомобільний шлях територіального значення в Одеській області. Проходить територією Одеського району від перетину з М27 через Грибівку — Кароліно-Бугаз до перетину з Н33. Загальна довжина — 26,8 км.

## Маршрут
Автошлях проходить через такі населені пункти:
| Автошлях Т 1647 |        |
| Одеська область |        |
| Одеський район  |        |
|                 | М27    |
| Санжійка        |        |
| Грибівка        | Т 1641 |
| Кароліно-Бугаз  | Н33    |